# بول برينغار
بول برينغار (بالإنجليزية: Paul Brinegar)‏ مواليد 19 ديسمبر 1917 في توكومكاري، نيومكسيكو، الولايات المتحدة - الوفاة 27 مارس 1995 في لوس أنجلوس، الولايات المتحدة، هو ممثل أمريكي بدأ مسيرته الفنية سنة 1946. امتدت مسيرته الفنية لأكثر من 48 عاما.

## الأعمال
- رجل الستة ملايين دولار
- ذا دوكس اوف هازرد

## روابط خارجية
- بول برينغار على موقع IMDb (الإنجليزية)
- بول برينغار على موقع ألو سيني (الفرنسية)
- بول برينغار على موقع أول موفي (الإنجليزية)
- بول برينغار على موقع قاعدة بيانات الأفلام السويدية (السويدية)
- بول برينغار على موقع إن إن دي بي (الإنجليزية)
- بول برينغار على موقع قاعدة بيانات الفيلم (الإنجليزية)
- بول برينغار على موقع كينوبويسك (الروسية)